# Polideportivo de Moca
Polideportivo de Moca – stadion wielofunkcyjny w Moca, w Dominikanie. Używany głównie do rozgrywania meczów piłkarskich oraz zawodów lekkoatletycznych. Mieści 3000 widzów.